# Винер Шпорт-Клуб
«Винер Шпорт-Клуб» — австрийский футбольный клуб из Вена, в настоящее время выступает в «Региональной лиге», третьем по силе дивизионе чемпионата Австрии. Является трёхкратным чемпионом Австрии в 1922, 1958 и 1959 годах. Основанный в 1883 году «Винер Шпорт-Клуб» является старейшим спортклубом Австрии, кроме футбола в клубе культивируются фехтование, бокс, борьба, велоспорт, лёгкая атлетика, гандбол, хоккей на траве, теннис и водное поло.

## Достижения
- Чемпион Австрии (3): 1921/22, 1957/58, 1958/59.
- Обладатель Кубка Австрии (1): 1922/23.
- Финалист Кубка Австрии (5): 1936/37, 1937/38, 1968/69, 1971/72, 1976/77.